# 7 Gold Telepadova
Telepadova è una televisione italiana a carattere regionale. È l'emittente di riferimento per il Triveneto per il circuito nazionale 7 Gold.

## Storia
L'emittente nasce nel 1975 per iniziativa di Giorgio Galante, dopo aver dato vita a un'emittente radiofonica Radio Padova. Il canale mandava in onda le partite di calcio del Padova, film, telefilm, un tg locale (News Line), il programma di Maurizio Seymandi Superclassifica show, il gioco Occhio alla targa, cartoni animati e programmi sportivi.
All'inizio degli anni '80 parte Il Tg di Telepadova. Nel frattempo l'emittente ha allargato la propria area in buona parte del Veneto, Trentino-Alto Adige e Friuli-Venezia Giulia. Nel 1987 Telepadova aderisce a Italia 7, ma conserva una fascia dedicata alla programmazione locale.
Nel 1999 Giorgio Galante e Giorgio Tacchino di Telecity e Luigi Ferretti di Sestarete creano la syndication nazionale 7 Gold. Telepadova, insieme a Telecity, a Sestarete e a TVR Teleitalia è quindi una delle maggiori emittenti di co-produzione di 7 Gold.
Telepadova manda in onda tutti i programmi del circuito (tra i quali spiccano Diretta stadio... ed è subito goal! e Il processo di Biscardi) ma continua a proporre il proprio Tg locale e una serie di programmi autoprodotti, come 7 in Punto e la rubrica Approfondimenti.
Nel 2011, dopo lo switch off in Veneto, a Telepadova si sono affiancati i canali:
- 7 Gold Telepadova +1, che trasmette i programmi dell'emittente con un'ora di differita (LCN 185)
- 7 Gold Plus, che trasmette i più importanti programmi del circuito 7 Gold (LCN 92, 613)
- 7 Gold Musica, il canale a diffusione nazionale dedicato interamente alla musica con programmi quotidiani in diretta (LCN 93, 299).

## Programmi
- Tg7 Nord-Est
- 7 in punto
- 2 chiacchiere in cucina
- Qui Nord-Est
- 7 e dintorni
- Biciclando
- Una vita tra le viti
- The Coach
- Diretta Stadio
- Stadio news
- Apericalcio
- Super-mercato
- Calcissimo
- Motorpad Tv
- Casalotto
- La natura dal campo alla tavola

## Area di copertura
7 Gold Telepadova copre tutto il territorio del Veneto, del Friuli-Venezia Giulia e della provincia di Trento, oltre che le province di Brescia, Mantova, Ferrara, Modena e parte della Slovenia e della Croazia. Ciò rende Telepadova, di fatto, l'emittente locale del Triveneto con la maggior area di copertura.

## Ascolti
7 Gold Telepadova si contraddistingue da sempre per gli ottimi ascolti realizzati sul target maschile dai suoi programmi sportivi di punta (Diretta stadio... ed è subito goal! e Il processo di Biscardi). In particolare nel 2013, secondo i dati Auditel, è seconda tra le emittenti locali del Veneto, mentre nel 2014 conquista il primato, e nel 2016 è nuovamente seconda. Nel Friuli Venezia Giulia è ogni anno la terza emittente locale più vista in regione dal 2015.